# Andreas Bergmüller
Andreas Bergmüller (* 23. September 1661 in Leuterschach; † 29. April 1748 in Türkheim) war ein deutscher Tischler, Schreiner und Kunsthandwerker. Er war der Vater des Dominikus Bergmüller und von Anton Bergmüller. Vermutlich war er auch der Vater des Johann Andreas Bergmüller. Bergmüller siedelte um 1683 nach Türkheim über. Er beteiligte sich am Aufbau der dortigen Kunstschreinerwerkstatt seines Bruders Johann Bergmüller. Ab 1706 bis 1707 betrieb er eine eigene Schreinerei mit einem eigenen Anwesen und tat mit selbständigen Arbeiten hervor.

## Werke
- Pfarrkirche in Klimmach, Beichtstühle, 1707
- St. Martin in Lamerdingen, Kanzel, 1699
- St. Wolfgang in Mickhausen, Beichtstühle und Chorgestühl, 1714, Seitenaltäre 1725